# Alaşa
Alaşa è un comune dell'Azerbaigian situato nel distretto di Astara. Conta una popolazione di 396 abitanti.